# Тягун (Україна)
Тягу́н — село в Україні, у Іллінецькій міській громаді Вінницького району Вінницької області. Розташоване на річці Немінка.

## Історія
Станом на 1885 рік у колишньому власницькому селі Бабинської волості Липовецького повіту Київської губернії мешкало 1128 осіб, налічувалось 143 дворових господарства, існували православна церква, школа, постоялий будинок та водяний млин.
За переписом 1897 року кількість мешканців зросла до 1726 осіб (841 чоловічої статі та 885 — жіночої), з яких 1691 — православної віри.
12 червня 2020 року, відповідно до розпорядження Кабінету Міністрів України № 707-р «Про визначення адміністративних центрів та затвердження територій територіальних громад Вінницької області», увійшло до складу Іллінецької міської громади.
19 липня 2020 року, в результаті адміністративно-територіальної реформи та ліквідації Іллінецького району, село увійшло до складу Вінницького району.

## Події
6 грудня 2007 року поблизу села стався вибух на газопроводі Уренгой—Помари—Ужгород.

## Символіка
Затверджений 18 липня 2018 р. рішенням № 646 XXXIV сесії міської ради VIII скликання. Автори - В.М.Напиткін, К.М.Богатов, М.Ф.Романов.

### Герб
У зеленому щиті срібний хвилястий стовп, супроводжуваний з кожної сторони трьома срібними лелеками, оберненими до стовпа, які стоять один під одним, з чорним оперенням крил, червоними дзьобами і лапами. Герб вписаний в золотий декоративний картуш і увінчаний золотою сільською короною. Унизу картуша напис "ТЯГУН".
Герб відображає географічне розташування села вздовж річки Тяглиця.

### Прапор
Квадратне полотнище поділене хвилясто вертикально на три смуги – зелену, білу, зелену – у співвідношенні 9:2:9. На древковій і вільній смугах по три білих лелеки, обернених до середньої смуги, які стоять один під одним, з чорним оперенням крил, червоними дзьобами та лапами.

## Пам'ятки
- Ботанічний заказник місцевого значення Чагарник

## Постаті
- Жулинський Микола Володимирович (1991—2016) — старший солдат Збройних сил України, учасник російсько-української війни.
- Шишко Володимир Миколайович (1978—2015) — старший сержант Збройних сил України, учасник російсько-української війни.